# WWE Hell in a Cell
WWE Hell in a Cell – cykl corocznych gal profesjonalnego wrestlingu produkowanych w październiku przez federację WWE i nadawanych na żywo w systemie pay-per-view oraz za pośrednictwem WWE Network. Cykl został wprowadzony w 2009 zastępując WWE No Mercy w kalendarzu gal pay-per-view WWE. W 2012 postanowiło przenieść terminy organizowania gal na późny październik (z wyjątkiem edycji z 2017).
Po przywróceniu podziału WWE na brandy w 2016, cykl oraz tegoroczna edycja stały się własnością brandu Raw. W przyszłym roku galę poświęcono zawodnikom brandu SmackDown. W 2018 zniesiono podział gal pay-per-view dla konkretnych brandów, a organizację gal przeniesiono na wrzesień.
Konceptem tego cyklu gal jest to, że wszystkie walki wieczoru mają miejsce w kilkumetrowej stalowej klatce otaczającej ring oraz podłogę wokół-ringową zwanej „Hell in a Cell”. W tego typu walce nie ma dyskwalifikacji oraz wyliczeń poza ringowych, jak również możliwości ucieczki z klatki – jedyną drogą do zwycięstwa jest przypięcie lub poddanie przeciwnika w ringu. Podczas gali organizuje się przynajmniej jeden Hell in a Cell match. Nazwa cyklu gal została wybrana przez fanów podczas głosowania przeprowadzonego przez WWE; wygrała między innymi z nazwami takimi jak No Escape, Locked Up oraz Rage in a Cage.

## Lista gal
|  | Gala brandu Raw |  | Gala brandu SmackDown |

| Gala                                       | Lokalizacja             | Arena                    | Walka wieczoru |
| ------------------------------------------ | ----------------------- | ------------------------ | --- |
| Hell in a Cell (2009) 4 października 2009  | Newark, New Jersey      | Prudential Center        | D-Generation X (Shawn Michaels i Triple H vs. The Legacy (Cody Rhodes i Ted DiBiase) Hell in a Cell match                 |
| Hell in a Cell (2010) 3 października 2010  | Dallas, Teksas          | American Airlines Center | Kane (c) vs. The Undertaker Hell in a Cell match o World Heavyweight Championship                                         |
| Hell in a Cell (2011) 2 października 2011  | Nowy Orlean, Luizjana   | New Orleans Arena        | John Cena (c) vs. Alberto Del Rio vs. CM Punk Triple Threat Hell in a Cell match o WWE Championship                       |
| Hell in a Cell (2012) 28 października 2012 | Atlanta, Georgia        | Philips Arena            | CM Punk (c) vs. Ryback Hell in a Cell match o WWE Championship                                                            |
| Hell in a Cell (2013) 27 października 2013 | Miami, Floryda          | American Airlines Arena  | Daniel Bryan vs. Randy Orton Hell in a Cell match o zwakowany WWE Championship z sędzią specjalnym Shawnem Michaelsem     |
| Hell in a Cell (2014) 26 października 2014 | Dallas, Teksas          | American Airlines Center | Dean Ambrose vs. Seth Rollins Hell in a Cell match                                                                        |
| Hell in a Cell (2015) 25 października 2015 | Los Angeles, Kalifornia | Staples Center           | The Undertaker vs. Brock Lesnar Hell in a Cell match                                                                      |
| Hell in a Cell (2016) 30 października 2016 | Boston, Massachusetts   | TD Garden                | Sasha Banks vs. Charlotte Flair Hell in a Cell match o WWE Raw Women’s Championship                                       |
| Hell in a Cell (2017) 8 października 2017  | Detroit, Michigan       | Little Caesars Arena     | Shane McMahon vs. Kevin Owens Hell in a Cell match                                                                        |
| Hell in a Cell (2018) 16 września 2018     | San Antonio, Teksas     | AT&T Center              | Roman Reigns (c) vs. Braun Strowman Hell in a Cell match o WWE Universal Championship z sędzią specjalnym Mickiem Foleyem |
| Hell in a Cell (2019) 6 października 2019  | Sacramento, Kalifornia  | Golden 1 Center          | Seth Rollins (c) vs. Bray Wyatt Hell in a Cell match o WWE Universal Championship                                         |
| Hell in a Cell (2020) 25 października 2020 | Orlando, Floryda        | Amway Center             | Drew McIntyre (c) vs. Randy Orton Hell in a Cell match o WWE Championship                                                 |
| Hell in a Cell (2021) 20 czerwca 2021      | Tampa, Floryda          | Yuengling Center         | Bobby Lashley (c) vs. Drew McIntyre Last Chance Hell in a Cell match o WWE Championship                                   |
| Hell in a Cell (2022) 5 czerwca 2021       | Rosemont, Illinois      | Allstate Arena           | Cody Rhodes vs. Seth "Freakin" Rollins Hell in a Cell match                                                               |

## Wyniki gal

### 2009
Hell in a Cell (2009) – gala wrestlingu wyprodukowana przez World Wrestling Entertainment (WWE). Odbyła się 4 października 2009 w Prudential Center w Newark w stanie New Jersey. Emisja była przeprowadzana na żywo w systemie pay-per-view. Była to pierwsza gala w chronologii cyklu Hell in a Cell.
Podczas gali odbyło się dziewięć walk, w tym jedna nietransmitowana w telewizji. W walce wieczoru D-Generation X (Triple H i Shawn Michaels) pokonali The Legacy (Cody'ego Rhodesa i Teda DiBiasego) w Hell in a Cell matchu. Oprócz tego w tych samych pojedynkach Randy Orton pokonał Johna Cenę i zdobył WWE Championship, jak również The Undertaker odebrał World Heavyweight Championship od CM Punka.
| Nr                                                                                    | Wyniki                                                                                             | Stypulacje                                            | Czas  |
| ------------------------------------------------------------------------------------- | -------------------------------------------------------------------------------------------------- | ----------------------------------------------------- | ----- |
| 1D                                                                                    | Matt Hardy pokonał Mike'a Knoxa                                                                    | Singles match                                         | 06:00 |
| 2                                                                                     | The Undertaker pokonał CM Punka (c)                                                                | Hell in a Cell match o World Heavyweight Championship | 10:24 |
| 3                                                                                     | John Morrison (c) pokonał Dolpha Zigglera                                                          | Singles match o WWE Intercontinental Championship     | 15:41 |
| 4                                                                                     | Mickie James (c) pokonała Alicię Fox                                                               | Singles match o WWE Divas Championship                | 05:20 |
| 5                                                                                     | Jeri-Show (Chris Jericho i Big Show) (c) pokonali Batistę i Reya Mysterio                          | Tag team match o Unified WWE Tag Team Championship    | 13:41 |
| 6                                                                                     | Randy Orton pokonał Johna Cenę (c)                                                                 | Hell in a Cell match o WWE Championship               | 21:24 |
| 7                                                                                     | Drew McIntyre pokonał R-Trutha                                                                     | Singles match                                         | 04:38 |
| 8                                                                                     | Kofi Kingston (c) pokonał Jacka Swaggera i The Miza                                                | Triple threat match o WWE United States Championship  | 07:53 |
| 9                                                                                     | D-Generation X (Triple H i Shawn Michaels) pokonali The Legacy (Cody'ego Rhodesa i Teda DiBiasego) | Tag team Hell in a Cell match                         | 18:02 |
| (c) – mistrz/mistrzyni przed walkąD – walka była dark matchem (nietransmitowana w TV) | |                                                       |       |

### 2010
Hell in a Cell (2010) – gala wrestlingu wyprodukowana przez World Wrestling Entertainment (WWE). Odbyła się 3 października 2010 w American Airlines Center w Dallas w Teksasie. Emisja była przeprowadzana na żywo w systemie pay-per-view. Była to druga gala w chronologii cyklu Hell in a Cell.
Podczas gali odbyło się siedem walk, w tym jedna nietransmitowana w telewizji. W walce wieczoru Kane obronił World Heavyweight Championship pokonując The Undertakera w Hell in a Cell matchu, zaś Randy Orton obronił WWE Championship w tej samej stypualcji pokonując Sheamusa. Wade Barrett pokonał Johna Cenę w singlowej walce, wskutek czego Cena musiał przyłączyć się do grupy The Nexus.
| Nr                                                                                    | Wyniki                                                                                         | Stypulacje | Czas  |
| ------------------------------------------------------------------------------------- | ---------------------------------------------------------------------------------------------- | --- | ----- |
| 1D                                                                                    | Goldust, R-Truth i Kofi Kingston pokonali Cody'ego Rhodesa, Drewa McIntyre'a i Dolpha Zigglera | Tag team match | –     |
| 2                                                                                     | Daniel Bryan (c) pokonał Johna Morrisona i The Miza                                            | Submissions Count Anywhere match o WWE United States Championship                                                                     | 13:33 |
| 3                                                                                     | Randy Orton (c) pokonał Sheamusa                                                               | Hell in a Cell match o WWE Championship                                                                                               | 22:51 |
| 4                                                                                     | Edge pokonał Jacka Swaggera                                                                    | Singles match | 11:31 |
| 5                                                                                     | Wade Barrett pokonał Johna Cenę                                                                | Singles match Jeśli Barret wygra, Cena będzie musiał przyłączyć się do grupy The Nexus. Jeżeli Cena wygra, Nexus zostanie rozwiązane. | 17:47 |
| 6                                                                                     | Natalya pokonała Michelle McCool (c) (z Laylą) przez dyskwalifikację                           | Singles match o WWE Unifed Divas Championship                                                                                         | 05:00 |
| 7                                                                                     | Kane (c) pokonał The Undertakera (z Paulem Bearerem)                                           | Hell in a Cell match o World Heavyweight Championship                                                                                 | 21:38 |
| (c) – mistrz/mistrzyni przed walkąD – walka była dark matchem (nietransmitowana w TV) |                                                                                                | |       |

### 2011
Hell in a Cell (2011) – gala wrestlingu wyprodukowana przez federację WWE. Odbyła się 2 października 2011 w New Orleans Arena w Nowym Orleanie w stanie Luizjana. Emisja była przeprowadzana na żywo w systemie pay-per-view. Była to trzecia gala w chronologii cyklu Hell in a Cell.
Podczas gali odbyło się osiem walk, w tym jedna nietransmitowana w telewizji. Walką wieczoru był Triple Threat Hell in a Cell match, w którym Alberto Del Rio zdobył WWE Championship pokonując CM Punka i poprzedniego mistrza Johna Cenę. Ponadto Mark Henry obronił World Heavyweight Championship w tym samym pojedynku pokonując Randy'ego Ortona.
| Nr                                                                                    | Wyniki                                                                                                   | Stypulacje                                            | Czas  |
| ------------------------------------------------------------------------------------- | --- | ----------------------------------------------------- | ----- |
| 1D                                                                                    | Daniel Bryan pokonał JTG'ego                                                                             | Singles match                                         | 7:47  |
| 2                                                                                     | Sheamus pokonał Christiana                                                                               | Singles match                                         | 13:42 |
| 3                                                                                     | Sin Cara Azul pokonał Sin Carę Negro                                                                     | Singles match                                         | 09:46 |
| 4                                                                                     | Air Boom (Evan Bourne i Kofi Kingston) (c) pokonali Jacka Swaggera i Dolpha Zigglera (z Vickie Guerrero) | Tag team match o WWE Tag Team Championship            | 10:47 |
| 5                                                                                     | Mark Henry (c) pokonał Randy'ego Ortona                                                                  | Hell in a Cell match o World Heavyweight Championship | 15:58 |
| 6                                                                                     | Cody Rhodes (c) pokonał Johna Morrisona                                                                  | Singles match o WWE Intercontinental Championship     | 07:20 |
| 7                                                                                     | Beth Phoenix (z Natalyą) pokonała Kelly Kelly (c) (z Eve Torres)                                         | Singles match o WWE Divas Championship                | 08:41 |
| 8                                                                                     | Alberto Del Rio (z Ricardo Rodriguezem) pokonał Johna Cenę (c) i CM Punka                                | Triple Threat Hell in a Cell match o WWE Championship | 24:09 |
| (c) – mistrz/mistrzyni przed walkąD – walka była dark matchem (nietransmitowana w TV) | |                                                       |       |

### 2012
Hell in a Cell (2012) – gala wrestlingu wyprodukowana przez federację WWE. Odbyła się 28 października 2012 w Philips Arena w Atlancie w stanie Georgia. Emisja była przeprowadzana na żywo w systemie pay-per-view. Była to czwarta gala w chronologii cyklu Hell in a Cell.
Podczas gali odbyło się osiem walk. W Hell in a Cell matchu będącym walką wieczoru CM Punk obronił WWE Championship pokonując Rybacka. Oprócz tego Big Show pokonał Sheamusa w singlowej walce i zdobył World Heavyweight Championship.
| Nr                                 | Wyniki | Stypulacje                                        | Czas  |
| ---------------------------------- | --- | ------------------------------------------------- | ----- |
| 1                                  | Randy Orton pokonał Alberto Del Rio (z Ricardo Rodriguezem)                                                                  | Singles match                                     | 13:40 |
| 2                                  | Team Rhodes Scholars (Cody Rhodes i Damien Sandow) pokonali Team Hell No (Kane'a i Daniela Bryana) (c) przez dyskwalifikację | Tag team match o WWE Tag Team Championship        | 11:11 |
| 3                                  | Kofi Kingston (c) pokonał The Miza                                                                                           | Singles match o WWE Intercontinental Championship | 10:21 |
| 4                                  | Antonio Cesaro (c) pokonał Justina Gabriela                                                                                  | Singles match o WWE United States Championship    | 07:22 |
| 5                                  | Rey Mysterio i Sin Cara pokonali The Prime Time Players (Darrena Younga i Titusa O'Neila)                                    | Tag team match                                    | 12:27 |
| 6                                  | Big Show pokonał Sheamusa (c)                                                                                                | Singles match o World Heavyweight Championship    | 20:26 |
| 7                                  | Eve Torres (c) pokonała Laylę i Kaitlyn                                                                                      | Triple Threat match o WWE Divas Championship      | 07:33 |
| 8                                  | CM Punk (c) (z Paulem Heymanem) pokonał Rybacka                                                                              | Hell in a Cell match o WWE Championship           | 11:21 |
| (c) – mistrz/mistrzyni przed walką | |                                                   |       |

### 2013
Hell in a Cell (2013) – gala wrestlingu wyprodukowana przez federację WWE. Odbyła się 27 października 2013 w American Airlines Arena w Miami na Florydzie. Emisja była przeprowadzana na żywo w systemie pay-per-view. Była to piąta gala w chronologii cyklu Hell in a Cell.
Podczas gali odbyło się dziewięć walk, w tym jedna podczas pre-show. Walką wieczoru był Hell in a Cell match o zwakowany WWE Championship z sędzią specjalnym Shawnem Michaelsem, w którym Randy Orton pokonał Daniela Bryana i zdobył mistrzostwo. Oprócz tego John Cena zdobył World Heavyweight Championship pokonując Alberto Del Rio, a także CM Punk pokonał Rybacka i Paula Heymana w Handicap Hell in a Cell matchu.
| Nr                                                                   | Wyniki | Stypulacje                                                                               | Czas  |
| -------------------------------------------------------------------- | --- | ---------------------------------------------------------------------------------------- | ----- |
| 1P                                                                   | Damien Sandow pokonał Kofi'ego Kingstona                                                                                        | Singles match                                                                            | 07:01 |
| 2                                                                    | Cody Rhodes i Goldust (c) pokonali The Shield (Setha Rollinsa i Romana Reignsa) oraz The Usos (Jimmy'ego i Jeya Uso)            | Triple threat match o WWE Tag Team Championship                                          | 14:38 |
| 3                                                                    | Fandango i Summer Rae pokonali The Great Khali'ego i Natalyę (z Hornswogglem)                                                   | Mixed tag team match                                                                     | 04:50 |
| 4                                                                    | Big E Langston pokonał Deana Ambrose'a (c) poprzez wyliczenie poza-ringowe                                                      | Singles match o WWE United States Championship                                           | 08:43 |
| 5                                                                    | CM Punk pokonał Rybacka i Paula Heymana                                                                                         | Handicap Hell in a Cell match                                                            | 13:49 |
| 6                                                                    | Los Matadores (Diego i Fernando) (z El Torito) pokonali The Real Americans (Antonio Cesaro i Jacka Swaggera) (z Zebem Colterem) | Tag team match                                                                           | 05:52 |
| 7                                                                    | John Cena pokonał Alberto Del Rio (c)                                                                                           | Singles match o World Heavyweight Championship                                           | 15:17 |
| 8                                                                    | AJ Lee (c) (z Taminą Snuką) pokonała Brie Bellę (z Nikki Bellą) poprzez submission                                              | Singles match for the WWE Divas Championship                                             | 05:40 |
| 9                                                                    | Randy Orton pokonał Daniela Bryana                                                                                              | Hell in a Cell match o zwakowany WWE Championship z sędzią specjalnym Shawnem Michaelsem | 22:04 |
| (c) – mistrz/mistrzyni przed walkąP – walka miała miejsce w pre-show | |                                                                                          |       |

### 2014
Hell in a Cell (2014) – gala wrestlingu wyprodukowana przez federację WWE. Odbyła się 26 października 2014 w American Airlines Center w Dallas w Teksasie. Emisja była przeprowadzana na żywo za pośrednictwem WWE Network oraz w systemie pay-per-view. Była to szósta gala w chronologii cyklu Hell in a Cell.
Podczas gali odbyło się dziewięć walk, w tym jedna podczas pre-show. W walce wieczoru Seth Rollins pokonał Deana Ambrose'a w Hell in a Cell matchu. Prócz tego John Cena pokonał Randy'ego Ortona w tym samym rodzaju pojedynku i stał się pretendentem do WWE World Heavyweight Championship.
| Nr                                                                   | Wyniki                                                                   | Stypulacje                                                                                               | Czas  |
| -------------------------------------------------------------------- | ------------------------------------------------------------------------ | --- | ----- |
| 1P                                                                   | Mark Henry pokonał Bo Dallasa                                            | Singles match                                                                                            | 00:32 |
| 2                                                                    | Dolph Ziggler (c) pokonał Cesaro z wynikiem 2-0                          | Two-out-of-three falls match o WWE Intercontinental Championship                                         | 12:18 |
| 3                                                                    | Nikki Bella pokonała Brie Bellę                                          | Singles match; przegrana musi zostać asystentką wygranej przez 30 dni, w razie odmowy zostanie zwolniona | 06:22 |
| 4                                                                    | Goldust i Stardust (c) pokonali The Usos (Jimmy'ego i Jeya Uso)          | Tag team match o WWE Tag Team Championship                                                               | 10:21 |
| 5                                                                    | John Cena pokonał Randy'ego Ortona                                       | Hell in a Cell match wyłaniający pretendenta do WWE World Heavyweight Championship                       | 25:52 |
| 6                                                                    | Sheamus (c) pokonał The Miza (z Damienem Mizdowem)                       | Singles match o WWE United States Championship                                                           | 08:20 |
| 7                                                                    | Rusev (z Laną) pokonał Big Showa poprzez submission                      | Singles match                                                                                            | 07:55 |
| 8                                                                    | AJ Lee (c) pokonała Paige (z Alicią Fox) poprzez submission              | Singles match o WWE Divas Championship                                                                   | 06:50 |
| 9                                                                    | Seth Rollins (z Jamiem Noblem i Joeyem Mercurym) pokonał Deana Ambrose'a | Hell in a Cell match                                                                                     | 14:03 |
| (c) – mistrz/mistrzyni przed walkąP – walka miała miejsce w pre-show |                                                                          | |       |